# Titularbistum Cataquas
Cataquas ist ein Titularbistum der römisch-katholischen Kirche.
Die in Nordafrika gelegene Stadt war ein alter römischer Bischofssitz, der im 7. Jahrhundert mit der islamischen Expansion unterging. Dieser lag in der römischen Provinz Numidien.
| Titularbischöfe von Cataquas |                              |                                                        |                   |                    |
| Nr.                          | Name                         | Amt                                                    | von               | bis                |
| 1                            | Alphonse Fresnel CM          | Apostolischer Vikar von Fort-Dauphin (Madagaskar)      | 4. Februar 1953   | 14. September 1955 |
| 2                            | André Perraudin MAfr         | Apostolischer Vikar von Kabgayi (Ruanda)               | 19. Dezember 1955 | 10. November 1959  |
| 3                            | Dominique-Marie Dinh-Duc-Tru | Apostolischer Vikar von Thái Binh (Vietnam)            | 5. März 1960      | 24. November 1960  |
| 4                            | Alexander Mbuka-Nzundu       | Weihbischof in Kikwit (Demokratische Republik Kongo)   | 24. Juni 1961     | 29. November 1967  |
| 5                            | Jan Chrapek CSMA             | Weihbischof in Drohiczyn und später in Toruń (Polen)   | 25. März 1992     | 28. Juni 1999      |
| 6                            | Daniel Nlandu Mayi           | Weihbischof in Kinshasa (Demokratische Republik Kongo) | 29. Oktober 1999  | 11. November 2008  |
| 7                            | Nicolas Souchu               | Weihbischof in Rennes (Frankreich)                     | 28. November 2008 | 15. November 2017  |
| 8                            | Mario Alberto Avilés CO      | Weihbischof in Brownsville (USA)                       | 4. Dezember 2017  |                    |